# Вестерхольт, Мартейн
Давид Мартайн Вестерхольт (нидерл. David Martijn Westerholt, родился 30 марта 1979 года в Зволле) — нидерландский музыкант, основатель, клавишник и главный автор песен симфо-метал-группа Delain. Брат Роберта Вестерхольта, гитариста группы Within Temptation.
Ранее был участником симфоник-метал группы Within Temptation, пока вскоре после выхода второго полноформатного студийного альбома Within Temptation, Mother Earth, ему не поставили диагноз инфекционный мононуклеоз. В сентябре 2021 года Вестерхольт сформировал новый симфонический проект под названием Eye of Melian.

## Дискография

### Within Temptation
- Enter — 1997
- The Dance — 1998

### Delain

#### Альбомы
- Lucidity — 2006
- April Rain — 2009
- We Are the Others — 2012
- Interlude — 2013
- The Human Contradiction — 2014
- Lunar Prelude — 2016
- Moonbathers — 2016
- Apocalypse & Chill — 2020
- Dark Waters — 2023

#### Синглы
- «Frozen» — 2007
- «See Me In Shadow» — 2007
- «The Gathering» — 2008
- «April Rain» — 2009
- «Stay Forever» — 2009
- «malltown Boy» — 2010
- «Nothing Left» — 2010
- «Get the Devil Out of Me» — 2012

#### Демо
- Amenity — 2002

## Оборудование
- Roland XV88
- Korg Triton
- Schecter Hellraiser